# Комишатка
Комиша́тка — село в Україні, у Хрестівській міській громаді Горлівського району Донецької області. Населення становить 505 осіб.

## Загальні відомості
Відстань до райцентру становить близько 29 км і проходить автошляхом Т 0517.
Землі села межують із територією смт Ольховатка, Булавинське та Прибережне Бахмутський район Донецької області.
Неподалік від села розташований лісовий заказник місцевого значення Урочище Плоске.
Унаслідок російської військової агресії із серпня 2014 року Комишатка перебуває на тимчасово окупованій території.

## Географія
Населений пункт розташований на річці Булавина, у яку впадає Балка Должик. Сусідні населені пункти: на півночі — Булавине і Савелівка; північному сході — Іллінка (вище за течією Булавиної); заході — Булавинське (примикає), Прибережне (обидва нижче за течією Булавиної); сході — Ольховатка (примикає; вище за течією Булавиної); південному заході — Славне; півдні — Малоорлівка.

## Історія
За даними 1859 року Михайлівка (Перцівка), панське село, над річкою Булавина, 37 господарств, 236 осіб.

## Населення

### Мова
Розподіл населення за рідною мовою за даними перепису 2001 року:
| Мова       | Кількість | Відсоток |
| ---------- | --------- | -------- |
| українська | 310       | 61.39%   |
| російська  | 193       | 38.21%   |
| білоруська | 2         | 0.40%    |
| Усього     | 505       | 100%     |